# Банковская гарантия
Банковская гарантия — один из способов обеспечения исполнения обязательств, при котором банк, иное кредитное учреждение, страховая организация или иная коммерческая организация (гарант) выдает по просьбе должника (принципала) письменное обязательство уплатить кредитору (бенефициару) денежную сумму при предоставлении им требования о её уплате.
Независимая гарантия — поручительство банка-гаранта за выполнение денежных обязательств своего клиента; при неуплате клиентом в срок это сделает банк.

## Виды банковских гарантий
К основным видам банковских гарантий относятся:
- гарантия обеспечения заявки (тендерная гарантия);
- гарантия надлежащего исполнения контракта;
- гарантия возврата авансового платежа;
- гарантия исполнения гарантийных обязательств;
- таможенная гарантия[2];
- гарантия платежа;
- гарантия возмещения НДС;
- гарантия обеспечения кредитной линии.

## В мире

### В Белоруссии
В белорусском законодательстве применяется термин «условная банковская гарантия» — обязательство гаранта произвести платеж в соответствии с условиями гарантии по письменному требованию бенефициара.

### В Казахстане
В Республике Казахстан выдача банковской гарантий регулируется Правилами выдачи банками второго уровня банковских гарантий и поручительств. Бухгалтерский учёт банковских гарантий регулируется Инструкцией по ведению бухгалтерского учета банками второго уровня и акционерным обществом «Банк Развития Казахстана».

### В России
В соответствии с определением банковской гарантии, данным в ГК РФ, в качестве гарантов могут выступать не только кредитные, но и страховые организации. В то же время, Федеральный закон «О банках и банковской деятельности» относит выдачу банковских гарантий к числу банковских операций, то есть сделок, которые могут осуществлять лишь кредитные организации на основании лицензии, полученной от Центрального банка РФ. В результате этой коллизии банковские гарантии, выданные страховыми компаниями, могут быть признанными недействительными, а их сотрудники — понести уголовную ответственность за незаконную банковскую деятельность.
Целесообразность разрешения данного противоречия в пользу страховых компаний была признана как представителями научного сообщества, так и представителями законодательной власти: 22 декабря 2009 года глава Комитета Государственной Думы РФ по финансовым рынкам Резник В. М. внес законопроект, предусматривающий изменение наименования банковской гарантии на платежную гарантию, а также её перевод из разряда банковских операций в разряд «других сделок кредитных организаций» (с внесением соответствующих изменений в ряд Кодексов и Федеральных законов). Позднее, 11 мая 2010 года, В. М. Резник отозвал законопроект.
Иной подход к разрешению данной коллизии продемонстрировала исполнительная власть, вставшая на сторону банковского сектора: в соответствии с представленными 4 декабря 2009 года Правительством РФ законопроектами предлагается внести изменение в ГК РФ, ограничивающее круг лиц, имеющих право выступать в качестве гаранта, лишь банками и иными кредитными учреждениями, а также исключить из Федерального закона «Об организации страхового дела в Российской Федерации» единственное упоминание о банковских гарантиях страховых организаций. На данный момент законопроекты Правительства РФ находятся на рассмотрении в Государственной Думе РФ.
Помимо этого, в ближайшее время следует ожидать внесения Президентом России законопроекта, также призванного изменить круг лиц, имеющих право выступать в качестве гарантов. Данное мероприятие предусмотрено в рамках реализации Концепции развития гражданского законодательства Российской Федерации, разработанной по указу Президента России Советом при Президенте Российской Федерации по кодификации и совершенствованию гражданского законодательства совместно с Исследовательским центром частного права при Президенте РФ. В соответствии с текстом Концепции, ограничение Гражданским кодексом РФ круга лиц, уполномоченных выдавать банковские гарантии, «неоправданно сужает сферу использования данного инструмента, создает затруднения в международной торговой практике». Также авторы Концепции заявляют о необходимости изменения наименования банковской гарантии на независимую гарантию.
Страховым компаниям оставили право выдавать банковские гарантии, но в 94-ФЗ были внесены изменения, согласно которым банковские гарантии от страховых компаний не могут приниматься в качестве обеспечения ответственности по гос. контрактам. Тем самым, банковские гарантии страховых компаний потеряли своё основное предназначение, и скорее всего исчезнут как явление в самое ближайшее время.
Федеральный закон № 44-ФЗ 2013 года, пришедший на смену 94-ФЗ, так же оставил право выдачи банковской гарантии исключительно банкам, причем требования к банковской гарантии выданной в соответствии с 44-Ф3 имеет ряд отличий 94-ФЗ.
В российском законодательстве также выделяют независимую гарантию (включившую в себя банковскую гарантию как подвид), как один из способов обеспечения исполнения обязательств, при котором банк, иное кредитное учреждение, страховая организация или иная коммерческая организация (гарант) выдаёт по просьбе должника (принципала) письменное обязательство уплатить кредитору (бенефициару) денежную сумму при предоставлении им требования об её уплате.  Если гарантию выдаёт банк или иная кредитная организация, то она именуется банковской гарантией.
В силу независимой гарантии банк, иное кредитное учреждение или страховая организация (гарант) дают по просьбе другого лица (принципала) письменное обязательство уплатить кредитору принципала (бенефициару) в соответствии с условиями даваемого гарантом обязательства денежную сумму по представлении бенефициаром письменного требования о её уплате. Независимая гарантия — выдаваемое банком-гарантом поручительство за выполнение клиентом либо другим лицом денежных или иных обязательств.
При этом с точки зрения российского законодательства независимая гарантия и поручительство являются абсолютно разными способами обеспечения исполнения обязательств, а потому нельзя определять одно через другое.
В случае невыполнения этих обязательств банк, выдавший гарантию, несёт ответственность по долгам заемщика в пределах, оговорённых в гарантии. 
Для получения банковской гарантии Гарант (Банк) может потребовать обеспечение в виде поручительства Бенефициара (Учредителя), Генерального директора, а также другого юридического лица.

#### Правовые акты
- Параграф 6 главы 23 Гражданского кодекса РФ от 30.11.1994 № 51-ФЗ, ст. с 368 по 379.